# Шанд Олфри, Филлис
Филлис Байам Шанд Олфри (англ. Phyllis Shand Allfrey; 24 октября 1908, Розо, Доминика, Вест-Индия — 4 февраля 1986, Доминика) — доминиканская писательница, поэтесса, политический деятель социалистической ориентации, государственный деятель, журналистка и редактор.

## Биография
Внучка по матери учёного Сэра Генри Альфреда Альфорда Николлса. Предками отца были переселенцы на Доминику в XVII веке, одним из которых был роялист, генерал-лейтенант Уильям Байам.
Сторонница идей Фабианского социализма.
В 1955 году совместно с профсоюзным лидером Эммануэлем Кристофером Лоблеком основала Доминикскую лейбористскую партию. После создания Федерации Вест-Индии партия вошла в состав Федеральной лейбористской партии Вест-Индии.
В 1958 году партия обеспечила себе места в Федеральном парламенте Федерации Вест-Индии, представлявший Доминику.
В 1961 году партия победила на парламентских выборах в Доминике, завоевав 7 мест в парламенте из 11. На следующих выборах в 1966 году лейбористы получили уже 10 мест из 11.
Некоторое время работала в правительстве Грэнтли Герберта Адамса. Занимала пост министра труда и социальных дел Федерации Вест-Индии. Была единственной женщиной-министром в новой Федерации Вест-Индии.
В 1941 году Ф. Олфри установила связь с Tribune, газетой левого крыла Лейбористской партии Великобритании, где с 1941 по 1944 год её обзоры, статьи, стихи и рассказы регулярно помещались на страницах газеты. Её работы получили высокую оценку в рецензиях Наоми Митчисон, Стиви Смит, Джулиана Симонса и Джорджа Оруэлла. С 1943 года — литературный редактор.
Редактировала газету Dominica Herald, публиковалась и писала для газеты The Dominica Star, которая выходила с 1965 по 1982 год.

## Творчество
Ф. Олфри наиболее известна своим первым романом «Дом орхидей» (The Orchid House, 1953), основанным на её собственных воспоминаниях о ранних годах жизни, по мотивам которого в 1991 году был снят телевизионный мини-сериал на Channel 4 в Соединённом Королевстве.
Заняла второе место на международном конкурсе стихов, жюри которого возглавляла английская писательница Вита Сэквилл-Уэст.

## Избранные публикации
- In Circles (поэма, 1940)
- Palm and Oak (поэма, 1950)
- The Orchid House (1953)[1]ISBN 978-0-8135-2332-3
- It Falls into Place (2004)[2] ISBN 978-0-9532-2241-4
- Love for an Island: the Collected Poems of Phyllis Shand Allfrey[3]ISBN 978-0-9571-1875-1